# تشم خوشة صفرعلي (مقاطعة دورة)
تشم خوشة صفرعلي (بالفارسية: چم خوشه صفرعلی) هي قرية تقع في قسم كشكان الريفي (مقاطعة دورة) في إيران. يقدر عدد سكانها بـ 728 نسمة بحسب إحصاء 2016.